# Iżyce
Iżyce – wieś w Polsce położona w województwie lubelskim, w powiecie lubelskim, w gminie Strzyżewice.
Wieś szlachecka położona była w drugiej połowie XVI wieku w powiecie lubelskim województwa lubelskiego.
W latach 1975–1998 miejscowość administracyjnie należała do województwa lubelskiego.
Wieś stanowi sołectwo gminy Strzyżewice.  Według Narodowego Spisu Powszechnego z roku 2011 wieś liczyła 119 mieszkańców.
Wierni Kościoła rzymskokatolickiego należą do parafii Wszystkich Świętych w Bychawce.

## Historia
Najstarsze wzmianki o Iżycach pochodzą z 1383 r. i 1416 r. W połowie XVI wieku właścicielem wsi był Mikołaj Bryzek de Iżyce. Również przez cały wiek XVII Iżycami władali Iżyccy. Pod koniec XVII stulecia przez okres pięciu lat Iżyce stanowiły własność Anny Kiełczewskiej. Przez cały wiek XVII wsią władali znowu Iżyccy. W roku 1801 Iżyce kupił Franciszek Grabowski, właściciel Osmolic, odtąd Iżyce wchodziły w skład dóbr Osmolice.
W 1827 roku było tu 11 domów zamieszkałych przez 87 mieszkańców.